# Mount Pleasant (Tennessee)
Pour les articles homonymes, voir Mount Pleasant.
Mount Pleasant est une ville du comté de Maury, dans le Tennessee, États-Unis. Sa population est, d'après les chiffres du recensement de 2012, de 4 579 habitants.
Le surnom de « capitale mondiale du phosphate » lui est parfois attribué.
Cette ville est aussi le lieu de naissance de Sam Watkins, soldat confédéré de la guerre de Sécession, connu par les mémoires qu'il a laissé sur son expérience de soldat dans ce conflit.

## Source
- (en) Cet article est partiellement ou en totalité issu de l’article de Wikipédia en anglais intitulé « Mount Pleasant, Tennessee » (voir la liste des auteurs).